# Lundy
Lundy ist eine Insel am südlichen Rand des Eingangs zum Bristolkanal in Großbritannien. Der Name leitet sich vom Normannischen lund-ey (Insel der Lunde) ab. Sie gehört zum Distrikt Torridge und zur historischen Harde Shebbear Hundred der englischen Grafschaft Devon, ist jedoch keinem der parishes des Distrikts bzw. der Harde zugeordnet, sondern stellt eine unparished area dar.

## Lage
Lundy liegt zwischen dem festländischen Devon (knapp 18 km nordwestlich von Hartland Point und gut 27 km westlich von Baggy Point) und der Südküste von Wales (47 km südöstlich von St. Govan’s Head). Die Insel ist etwa 4,5 km lang von Norden nach Süden, etwa 1 km breit. Mit einer Fläche von 4,25 km² ist sie die größte Insel im Bristolkanal. Tibbett's Hill ist mit 142 m ihre höchste Erhebung.
2007 lebten 28 Bewohner auf der Insel.
Bei einer Umfrage unter Lesern der britischen Zeitschrift Radio Times wurde Lundy im Jahre 2005 das zehntmeist genannte Naturwunder in Großbritannien.

## Geschichte

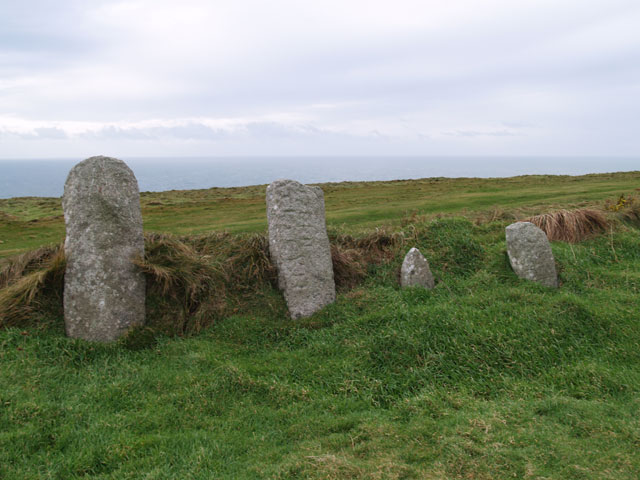
Keltische Inschriftensteine

Spuren von Besiedlungen auf Lundy gibt es seit der Jungsteinzeit. Weiterhin wurden mittelsteinzeitliche Feuersteinwerkzeuge sowie bronzezeitliche Grabhügel gefunden. Ebenso existieren keltische Inschriftensteine und ein frühmittelalterliches Kloster, das möglicherweise dem heiligen Elen oder der heiligen Helena geweiht war.
In der zweiten Hälfte des 12. Jahrhunderts stritten die in Somerset begüterte anglo-normannische Familie der Mariscos und der Orden der Tempelritter um die Insel. 1154 wird Sir Jordan de Marisco Lord of Lundy genannt, doch 1160 übergab Heinrich II. Lundy den Templern. Ob diese die Insel tatsächlich in Besitz nahmen, ist ungewiss. Jedenfalls hatte William de Marisco spätestens 1195 Lundy wieder unter seine Kontrolle gebracht. 1199 bestätigte König John in einer Urkunde den Templern den Besitz der Insel. 1235 war William de Mariscos Neffe, der ebenfalls William de Marisco hieß, in einen Mordanschlag auf einen Berater von Heinrich III. verwickelt und 1238 auf den König selbst. Marisco floh nach Lundy, wo er 1242 gefasst wurde. Nach William de Mariscos Hinrichtung ließ Heinrich III. 1243 das viel später irrtümlich nach Marisco benannte Marisco Castle bauen, um die Insel zu befrieden. Während des Englischen Bürgerkriegs ließ der auf royalistischer Seite kämpfende Thomas Bushell 1643 die Burg ausbauen.

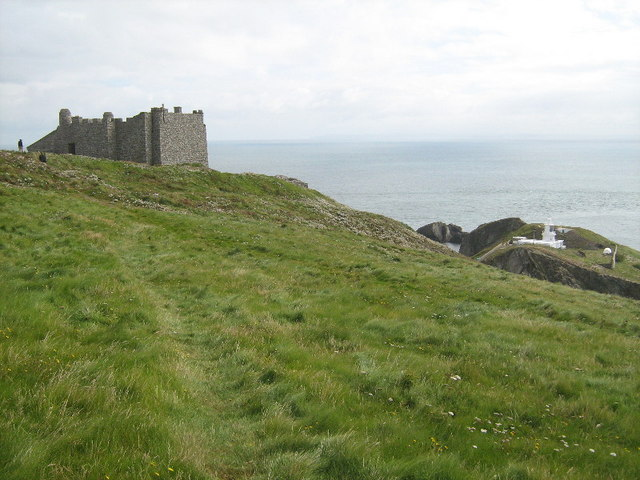
Marisco Castle auf Lundy

Gleichwohl gelang es bis ins frühe 18. Jahrhundert immer wieder Piraten und Freibeutern, darunter auch Mitgliedern der Marisco-Familie, sich zeitweise der Insel zu bemächtigen, unter anderem 1627 Korsaren aus dem Barbareskenstaat Salé. Die Insel war ein perfekter Schlupfwinkel, den alle Schiffe zum und vom Hafen Bristol passieren mussten. Die Gesetzlosigkeit auf Lundy währte bis ins späte 18. Jahrhundert, als die Insel dem Parlamentsabgeordneten Thomas Benson gehörte. Dieser ließ Sträflinge, die er in die Kolonie Virginia hätte deportieren sollen, dort für sich arbeiten.
1834 kaufte William Hudson Heaven, Spross einer alten Familie aus Gloucester und Bristol, die Insel. In einem geschützten Tal zwischen der einzigen Landestelle und dem Plateau ließ er 1836 Millcombe House im georgianischen Stil erbauen, zunächst als Sommerresidenz. Nachdem der Niedergang seiner Zuckerplantagen in Jamaika nach dem Ende der Sklaverei dazu führte, dass Heaven nicht mehr zwei Residenzen zugleich unterhalten konnte, zog Heaven 1851 mit seiner Familie auf Dauer nach Lundy. Viele der noch bestehenden Gebäude der Insel stammen aus jener Zeit, als Lundy als Kingdom of Heaven bekannt war. William Heavens Sohn, der anglikanische Geistliche Hudson Grosset Heaven, errichtete 1895/1896 St. Helena’s Church. Die Kosten der Bauten und die laufenden Kosten der Insel konnten aus dem Vermögen der Familie Heaven schließlich nicht mehr beglichen werden. Der Versuch, durch einen Steinbruch Erträge zu erwirtschaften, erwies sich als nicht rentabel. 1918 musste die Familie des 1916 verstorbenen Heaven die Insel weit unter Wert an Augustus Langham Christie verkaufen.

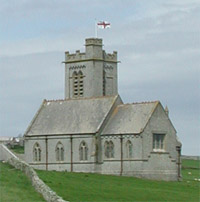
St. Helenas Kirche

## „Königreich Lundy“
1924 verkaufte Christies Familie Lundy an Martin Coles Harman. Er erklärte sich zum „König“ der Insel und gab Briefmarken und „Münzen“ (Token) heraus. Sie sind heute begehrte Sammelobjekte.
Zu Zeiten von „König“ Harman mussten die Einwohner von Lundy keine Steuern an Großbritannien zahlen, und Zollkontrollen wurden eingeführt.

### Lundys Briefmarken
Wegen des Bevölkerungsrückgangs auf der Insel verlor die englische Post im Jahre 1927 das Interesse, den Postvertrag mit Lundy zu verlängern, und schloss das letzte Postamt. Martin Coles Harman beschloss den Postverkehr selbst in die Hand zu nehmen und führte ein eigenes Postsystem ein. Am 1. November 1929 gab er eigene Briefmarken heraus mit dem Währungsaufdruck Puffins (deutsch: Papageitaucher), einer einheimischen Vogelart. Die britische Post akzeptiert die Briefmarken nicht; Briefsendungen von der Insel oder der Oldenburg erreichen aber in der Regel ihr Ziel.
Im Laufe der Jahre sind Lundy-Briefmarken zu einem begehrten Sammelobjekt geworden.

### Lundys Münzen
Außer Briefmarken gab Martin Coles Harman 1929 auch zwei eigene „Münzen“ (Token) mit der Wertangabe „One Puffin“ und „Half Puffin“ heraus, entsprechend einem britischen Penny und Halfpenny. Auf der Vorderseite zeigten sie sein Bildnis, auf der Rückseite den gleichnamigen Vogel ganz bzw. zur Hälfte; die Randschrift lautete Lundy Lights and Leads. Dies wurde als Verstoß gegen den britischen Coinage Act 1870 angesehen, und Harman wurde 1931 von der britischen Justiz zu einer (eher symbolischen) Strafe von £5 verurteilt; die bereits zirkulierenden Münzen (Token) wurden eingezogen und zu Sammlerstücken.
Im gleichen Design wurden später Neuprägungen mit den Jahreszahlen 1965, 1977 und 2011 hergestellt, die jedoch nicht in Umlauf kamen und als Fantasieprägungen anzusehen sind.

## Heutige Situation
Die Familie Harman behielt die Insel bis 1968, als Harmans Sohn starb. 1969 versuchte eine Gruppe um den deutschen Titelhändler Hans-Hermann Weyer erfolglos, die Insel zu übernehmen, um Lundy in ein Touristenparadies zu verwandeln. Sie wurde dann aber an den National Trust verkauft und von diesem an den Landmark Trust verpachtet. Diese Stiftung unterhält Gebäude auf Lundy, die an Touristen vermietet werden. Die Erlöse fließen in den Unterhalt der Gebäude auf der Insel.

## Wirtschaft
Tourismus und Briefmarken sind die Haupteinnahmequelle der Insulaner. Als Fährschiff dient als Nachfolgerin des legendären Polar Bear seit 1985 die Oldenburg. Sie verkehrt vor allem von Ilfracombe nach Lundy und, den jeweiligen Gezeiten entsprechend, an einzelnen Tagen stattdessen von Bideford.
Weiterhin kann die Insel von kleinen STOL-Flugzeugen angeflogen werden. Der auf 400 englischen Fuß Höhe gelegene Flugplatz verfügt über eine 400 Meter lange Graspiste in der Ausrichtung 06/24. Seine Eigentümerin ist die Lundy Company, seine geographische Lage wird mit N 51°10’20’’ W 004°40’23’’ angegeben.
Im winzigen Ortskern Lundy Village befindet sich die Marisco Tavern, die von sich behauptet, niemals geschlossen zu haben, und die Lundy-Bier verkauft (das allerdings auf dem Festland gebraut wird). Bis in die 1970er Jahre diente der Großteil der Insel, vom Quarter Wall bis zum Threequarter Wall, der Schafzucht. Danach wurde die landwirtschaftliche Nutzung auf die südliche Inselhälfte bis zum Halfway Wall beschränkt. Ein Teil der Insel ist heute dem Naturschutz und der wissenschaftlichen Forschung vorbehalten.

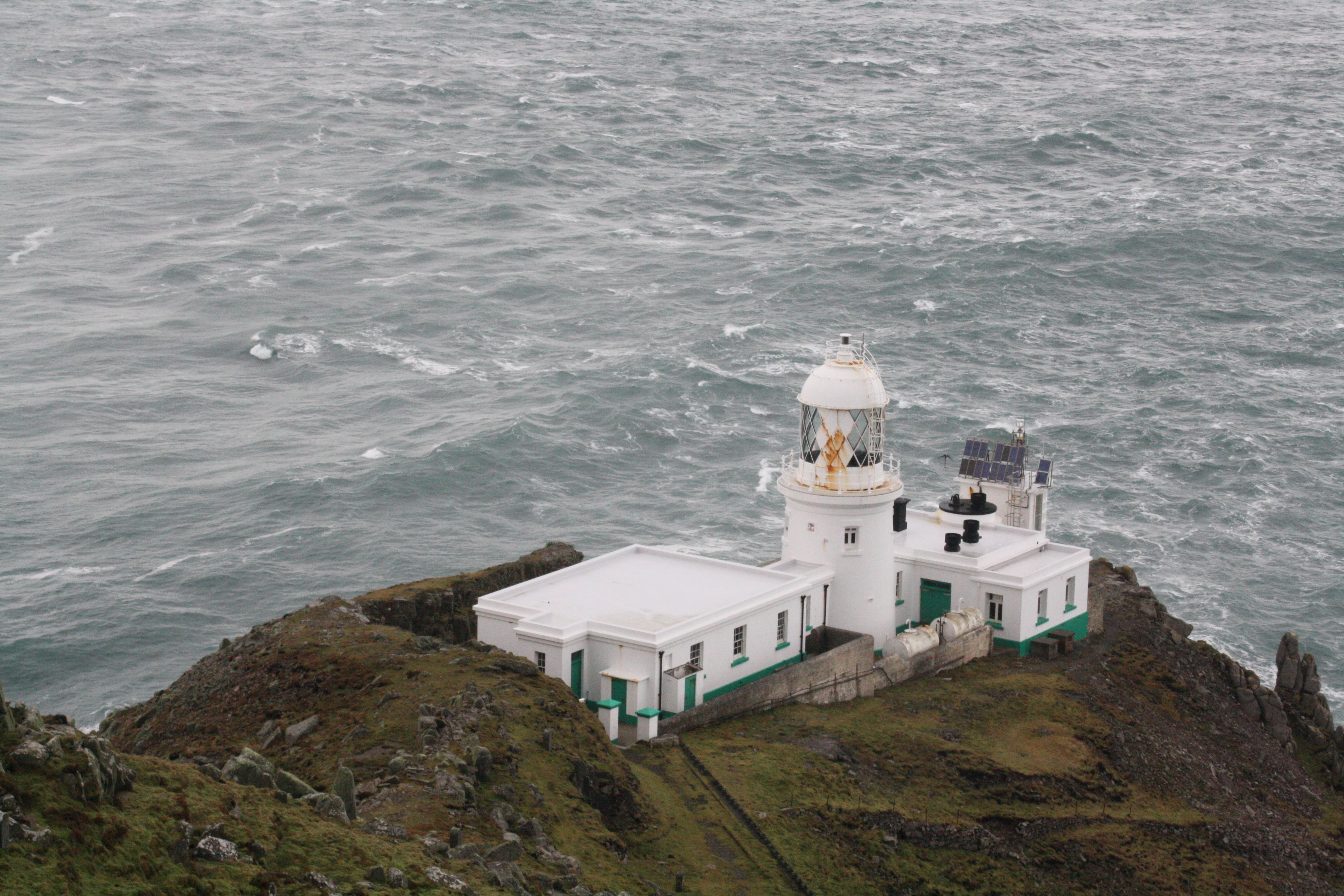
Leuchtturm Lundy Island North

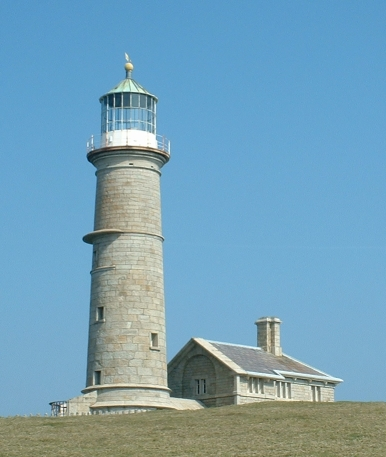
Alter Leuchtturm von Lundy

## Leuchttürme
Die Felsen vor Lundy waren stets eine Gefahr für die Schifffahrt; 135 Wracks rund um die Insel sind bekannt. 1819 wurde auf dem 124 m hohen Chapel Hill ein erster Leuchtturm errichtet, der bis heute höchstgelegene Leuchtturm Großbritanniens. Dank seiner hohen Lage hatte Old Light zwar eine große Reichweite, doch es erwies sich, dass der Leuchtturm zu hoch lag, über den Nebelbänken. So musste Trinity House 1897 am Nord- und am Südende der Insel zwei neue, tiefer gelegene Leuchttürme bauen. Old Light dient heute als Unterkunft für Gruppenreisende.
Am 30. Mai 1906 lief das britische Schlachtschiff Montagu infolge eines Navigationsfehlers auf einen Felsen vor der Südwestspitze Lundys, schlug leck und musste aufgegeben werden. Durch diese Aufsehen erregende Blamage im Deutsch-Britischen Wettrüsten zur See vor dem Ersten Weltkrieg erlangte Lundy kurzzeitig internationale Bekanntheit.

## Flora
Nur auf Lundy wächst der Lundy-Kohl (Coincya wrightii).
Die Ostseite der Insel wird von Rhododendron überwuchert. Es wird versucht, diese Pflanze dort zurückzudrängen. Tagsüber verstecken sich dort oft Sikahirsche.

## Fauna

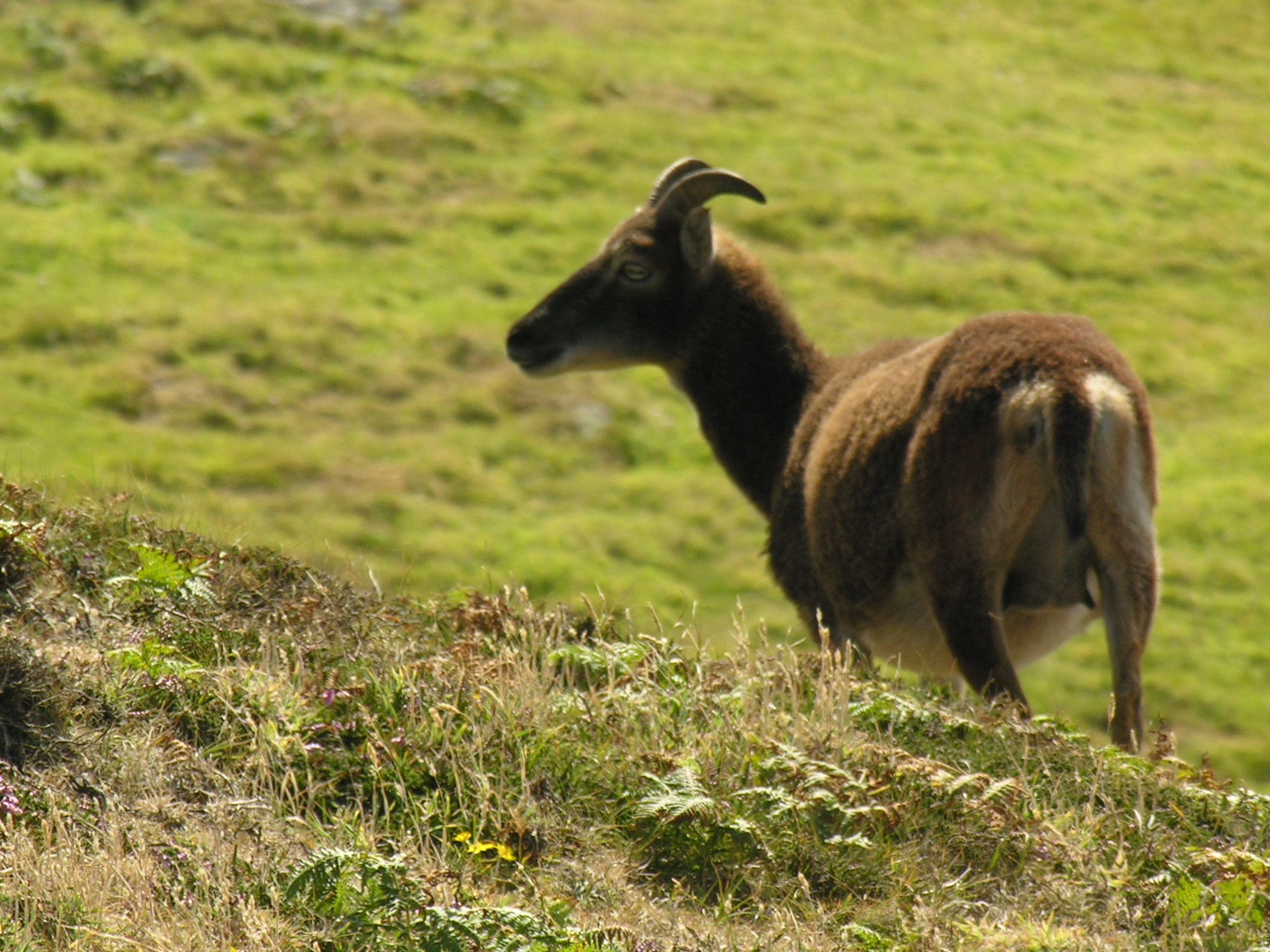
Soay-Schaf

Zu den auf Lundy vorkommenden Seevogelarten gehören Silbermöwe, Heringsmöwe, Dreizehenmöwe, Eissturmvogel, Krähenscharbe, Tordalk, Papageitaucher und Austernfischer sowie die Singvogelarten Feldlerche, Wiesenpieper, Amsel, Rotkehlchen und Hänfling.
An Säugetierarten findet man auf Lundy die Kegelrobbe, den Sikahirsch, das Soayschaf, verwilderte Hausziegen und die Zwergspitzmaus sowie die Lundy-Ponys, eine eigene Ponyrasse.
Die Erforschung der Unterwasserfauna und -flora in den Küstengewässern vor Lundy wurde 1972 vom Atlantic College initiiert.

## Eponyme
2010 wurde der Asteroid (100604) Lundy nach der Insel benannt.